# Pseudophoxinus libani
Espèce
Synonymes
- Phoxinellus libani Lortet, 1883[2]
- Pseudophoxinus kervillei (Pellegrin, 1911)[2]

Statut de conservation UICN

 LC  : Préoccupation mineure
Pseudophoxinus libani est un poisson d'eau douce de la famille des Cyprinidae.

## Répartition
Pseudophoxinus libani se rencontre en Israël, en Jordanie, au Liban et en Syrie.

## Description
Dans sa description, l'auteur indique que les plus grands spécimens de Pseudophoxinus libani mesurent environ 65 mm mais que la grande majorité ne mesure qu'entre 40 et 50 mm. Pour l'auteur il semblerait que ce poisson soit le seul que l'on puisse trouver dans le lac Yammouné où il a été découvert. Il se multiplie très rapidement en quelques mois seulement bien qu'il soit pêché en grandes quantités par les habitants de la région qui le vendent sur les marchés des environs. Lorsque le lac s’assèche en été, cette espèce remonte dans les ruisseaux qui s'y jette ou reste dans le réservoir central du lac.
Cette espèce a le dos brun foncé tirant sur le bleu et présente une bande bleu ardoise prenant naissance à l'arrière de l'opercule et s'étendant jusqu'à la caudale, et située juste au-dessus de la ligne latérale. Son ventre est rose argenté. Les nageoires sont jaunes et le front bleuâtre. Les dents pharyngiennes sont au nombre de 9 (5 + 4). Les narines sont très grandes et placées au sommet de deux mamelons coniques très saillants, chargés de granulations pigmentaires noires.

## Étymologie
Son nom spécifique, libani, lui a été donné en référence au lieu de sa découverte, le Liban, et plus exactement le lac Yammouné dans le centre du pays.

## Publication originale
- Lortet, 1883 : Études zoologiques sur la faune du lac de Tibériade, suivies d'un aperçu sur la faune des lacs d'Antioche et de Homs. I. Poissons et reptiles du lac de Tibériade et de quelques autres parties de la Syrie. Archives du Muséum d'Histoire Naturelle de Lyon, vol. 3, p. 99-189[6] (texte intégral).